# Masburg
Masburg là một đô thị thuộc huyện Cochem-Zell, bang Rheinland-Pfalz, Đức. Đô thị này có diện tích 9,13 ki-lô-mét vuông.